# Jean-Pierre François de Chazot
Jean-Pierre François de Chazot, né le 11 février 1739 à Allemagne (Calvados), mort le 19 octobre 1797 à Mutrécy (Calvados), est un général de division de la révolution française.

## États de service
Il entre en service comme volontaire dans le régiment d’infanterie de la reine en 1753, il est nommé lieutenant le 1er septembre 1755. Il sert en Hanovre de 1750 à 1762 et le 12 avril 1762, il est nommé capitaine d’infanterie dans la légion de Flandre, puis capitaine de dragons le 19 juin 1765. 
Le 26 mai 1774, il obtient une commission de mestre de camp attaché aux troupes légères, il est nommé lieutenant-colonel du régiment de chasseurs des Pyrénées le 21 août 1774, et le 27 août suivant, il est fait chevalier de Saint-Louis. Le 1er mai 1788, il prend le commandement du bataillon des chasseurs d'Auvergne. 
Commandant de la garde nationale de Clermont-Ferrand, il est promu général de brigade le 26 mai 1790. Le 6 février 1792, il est attaché à l'armée du Centre, et le 15 février 1792, il est employé dans la 4e division militaire à la place du général Paignat. Il commande les places du Quesnoy, Landrecies et Avesnes en juillet 1792, puis le 23 août 1792, les troupes placées entre la Sambre et la Meuse. Les 27 et 28 août 1792, il commande l'aile droite de l'armée du Nord à Sedan à la place du général d'Hangest, et il est nommé général de division le 7 septembre 1792. Il sert à l'armée de Dumouriez, et il participe au combat de La Croix-aux-Bois le 14 septembre 1792, puis à la bataille de Valmy le 20 septembre suivant. 
En mars 1793, il commande la 2e division de l'armée des Ardennes à Montmédy. Il est destitué le 7 avril 1793, décrété d'accusation et il est arrêté à Sedan le 8 avril 1793. Il est suspendu comme noble le 1er juin 1793, acquitté par le tribunal révolutionnaire le 19 juin, il est exilé à Clermont-Ferrand. Il est admis à la retraite le 15 octobre 1795.
Il meurt le 19 octobre 1797 à Mutrécy.

## Décorations
- Chevalier de l'ordre royal et militaire de Saint-Louis

## Hommages
- Son nom est inscrit au côté Nord de l'Arc de triomphe, 4e colonne.